# Melo Viana
Fernando de Melo Viana (Sabará, 1878. március 15. – Rio de Janeiro, 1954. február 10.) brazil politikus és ügyvéd. 1926. november 15. és 1930. október 24. között alelnök volt Washington Luís kormányában.